# Viola cleistogamoides
Viola cleistogamoides (L.G.Adams) Seppelt – gatunek roślin z rodziny fiołkowatych (Violaceae). Występuje endemicznie w Australii – w Nowej Południowej Walii, Wiktorii, Australii Południowej i Tasmanii. 

## Morfologia
PokrójBylina dorastająca do 3–20 cm wysokości, tworzy kłącza.
LiścieBlaszka liściowa ma deltoidalny kształt. Mierzy 3–5 cm długości oraz 4–5 cm szerokości, jest piłkowana na brzegu, ma ściętą nasadę i tępy wierzchołek. Ogonek liściowy jest nagi i ma 5–11 cm długości. Przylistki są lancetowate.
KwiatyPojedyncze, wyrastające z kątów pędów. Mają działki kielicha o kształcie od owalnego do lancetowatego. Płatki są odwrotnie jajowate i mają fioletową barwę, dolny płatek jest owalny, mierzy 8-20 mm długości, z białymi plamkami, posiada białą ostrogę o długości 2-3 mm.
OwoceTorebki mierzące 8-10 mm długości, o podługowatym kształcie.